# Rougemont (Suíça)
Rougemont é uma comuna da Suíça, no Cantão Vaud, com cerca de 922 habitantes. Estende-se por uma área de 48,56 km², de densidade populacional de 19 hab/km². Confina com as seguintes comunas: Charmey (FR), Château-d'Oex, Saanen (BE). 
A língua oficial nesta comuna é o Francês.